# ヴィルパリジ
ヴィルパリジ （Villeparisis）は、フランス、イル＝ド＝フランス地域圏、セーヌ＝エ＝マルヌ県のコミューン。

## 地理
県北西部に位置し、セーヌ＝サン＝ドニ県と接する。マルシェ広場から遠くないところをウルク運河が通過する。

## 交通
- 鉄道 - RER B線ヴィルパリジ/ミトリー＝ル＝ヌフ駅

## 歴史
ヴィルパリジとは、ガリアに住んでいたパリシイ族に由来する。ヴィルパリジの位置は常に主要な通信路にあったようであり、それはパリシイ族とメルデス族とが交わるところでもあった。
1884年、ル・ヴュー・シメティエール（le vieux cimetière、古い墓地）という場所に、ガロ＝ローマ時代からのものと見られる墓石が発見された。そのために5世紀からヴィルパリジが存在していたと推測される。地名が最初に知られるのは12世紀である。12世紀よりむしろ13世紀にさかのぼれるラテン語名では、先行詞にvilleがつかず単にParisisと呼ばれていた。

## 姉妹都市
- ピエトラサンタ、イタリア
- マルドン、イギリス
- ワトリンゲン、ドイツ

## 出身者
- フレデリック・デウ